# التركيبة السكانية في الصين
بلغ اجمالي عدد سكان الصين التي تعتبر أكثر الدول سكانا في العالم 1.2 مليار نسمة حتى منتصف فبرايل من عام 1995. أما في نهاية عام 1997 فبلغ عدد اجمالي سكانها 1.236 مليار نسمة ويحتل حوالي 22 بالمائة من اجمالي سكان العالم. وحتى نوفمبر 2010 وصل عدد الصينيين 1,339,724,852 وهم يشكلون بذلك ما نسبته 19.17% من مجموع سكان العالم. إن توزيع السكان ليس متوازنا، فتتجاوز الكثافة السكان 100 شخص لكل كيلومتر مربع في معظم اجزاء البلاد الواقعة في شرق الخط المرسوم بين مدينتي هاربين وكونمينغ. وفي بعض المناطق تزيد كثافة السكان عن400 شخص لكل كيلومتر مربع. وتقل كثافة السكان عن50 شخصا لكل كيلومتر مربع في المناطق الشاسعة الواقعة في غرب الخط. وفي بعض المناطق تقل عن شخص واحد لكل كيلومتر مربع. ولذلك فان المناطق الشرقية من الصين مأهولة بالسكان بينما يقل عدد السكان في المناطق الغربية.
الصين دولة موحدة متعددة القوميات وتتكون من 56 قومية. ولما كانت قومية هان أكثر القوميات الصينية تعدادا وتحتل 92٪ من مجموع السكان وتسمى القوميات الأخرى الأقليات القومية. وحسب معلومات الإحصاء الخامس لسكان البلاد كلها عام 2000, بين 55 أقلية قومية 18 قومية يتجاوز عدد سكان كل منها مليون نسمة، هي قوميات تشوانغ ومان المانتشو وهوي ومياو والويغور ويي وتوجيا ومنغوليا والتبت وبويي ودونغ وياو وكوريا وباي وهاني ولي والقازاق وداي، وأكثرها عددا قومية تشوانغ، يبلغ عددها 16 مليون و179 ألف نسمة. و17 قومية يتراوح عدد سكان كل منها بين 100 ألف نسمة إلى مليون نسمة، هي قوميات شه وليسو وقلاو ولاهو ودونغشيانغ ووا وشوي وناشي وتشيانغ وتو وشيبوه ومولاو والقيرغيز وداوور وجينغبوه سالار وماونان. و20 قومية يتراوح عدد سكان كل منها بين أقل من 10 آلاف إلى 100 ألف نسمة، هي بولانغ والطاجيك وبومي وآتشانغ ونو وأوينك وجينغ وجينوه ود آنغ والأوزبك وروسيا ويويقو وباوآن ومنبا وألونتشون ودولونغ والتتار وختشه وقاوشان لا يضم ذلك عدد سكان قومية قاوشان في مقاطعة تايوان ولوبا. قومية لوبا هي القومية الأقل تعدادا، وعدد سكانها 2965 نسمة فقط.
ينتشر أبناء قومية هان في كافة أنحاء الصين، ويسكنون أساسا في المجاري الوسطى والسفلى للأنهار الكبيرة الثلاثة: النهر الأصفر ونهر اليانغتسي ونهر اللؤلؤ وسهل الشمال الشرقي. ومع أن عدد أبناء الأقليات القومية الـ55 قليل، إلاّ أن مناطق انتشارهم واسعة تحتل 64.3 في المائة من مساحة الصين. وينتشرون بصورة رئيسية في المناطق الحدودية بشمال الصين الشرقي وشمالها وشمالها الغربي وجنوبها الغربي. وفي مقاطعة يوننان ما يزيد عن 20 قومية، لذلك تعتبر أكثر المقاطعات قوميات. وبسبب الانتقال القومي مرات كثيرة ومعسكرات العمل للجنود أو الفلاحين والمهاجرين بالإضافة إلى تعاقب الأسرات الملكية في التاريخ، تشكلت حالة استيطان عدة قوميات في منطقة واحدة وانفراد قومية واحدة بمنطقة خاصة بها، وهذا الوضع قدم ظروفا موضوعية لتقوية قومية هان تبادلاتها السياسية والاقتصادية والثقافية مع الأقليات القومية بشكل واسع وتطبيق نظام الحكم الذاتي الإقليمي القومي في المناطق المأهولة بالاقليات القومية...